# Darin Knight
Pour les articles homonymes, voir Knight.
Charles Darin Knight est un ingénieur du son américain.

## Filmographie

### Cinéma (sélection)
- 1975 : New York ne répond plus (The Ultimate Warrior) de Robert Clouse
- 1978 : Voyage au bout de l'enfer (The Deer Hunter) de Michael Cimino
- 1980 : La Porte du paradis (Heaven's Gate) de Michael Cimino
- 1981 : Riches et Célèbres (Rich and Famous) de George Cukor
- 1982 : Kiss Me Goodbye de Robert Mulligan
- 1983 : Scarface de Brian De Palma
- 1984 : Haut les flingues ! (City Heat) de Richard Benjamin
- 1985 : Soleil d'automne (Twice in a Lifetime) de Bud Yorkin
- 1985 : Pale Rider, le cavalier solitaire (Pale Rider) de Clint Eastwood
- 1986 : Ratboy de Sondra Locke
- 1986 : Coup double (Tough Guys) de Jeff Kanew
- 1989 : Le ciel s'est trompé (Chances Are) d'Emile Ardolino
- 1991 : Le Père de la mariée (Father of the Bride) de Charles Shyer
- 1992 : Sur la corde raide (Out on a Limb) de Francis Veber
- 1992 : Sister Act d'Emile Ardolino
- 1993 : Hocus Pocus : Les Trois Sorcières de Kenny Ortega
- 1997 : Les Pleins Pouvoirs (Absolute Power) de Clint Eastwood

### Télévision (sélection)
- 2005-2009 : Earl (80 épisodes)
- 2010-2014 : Raising Hope (88 épisodes)

## Distinctions

### Récompenses
- Oscars 1979 : Oscar du meilleur mixage de son pour Voyage au bout de l'enfer

### Nominations
- BAFTA 1980 : BAFA du meilleur son pour Voyage au bout de l'enfer